# Nowy Legion Włosko-Chorwacki
"Nowy" Legion Włosko-Chorwacki (chorw. "Nova" Talijansko-Hrvatska legija) - jednostka wojskowa armii włoskiej złożona z Chorwatów podczas II wojny światowej
Po zniszczeniu w rejonie Stalingradu i Woroneża złożonej z Chorwatów Lekkiej Brygady Transportowej pod koniec 1942 r., Włosi przystąpili do formowania nowej jednostki wojskowej. W maju 1943 r. został utworzony "Nowy" Legion Włosko-Chorwacki w sile pułku piechoty. Liczył ok. 1,8 tys. żołnierzy zgrupowanych w trzech batalionach piechoty, jednym batalionie zapasowym i 2-bateryjnym dywizjonie artylerii. Wkrótce jednostka została przeniesiona do północnych Włoch nad jezioro Garda, leżące nad granicą włosko-jugosłowiańską. Po wyjściu Włoch z wojny we wrześniu 1943 r., Legion został rozformowany. Żołnierze uzupełnili 373 (Chorwacką) Dywizję Piechoty, wchodzącą w skład Wehrmachtu.